# Erich Gornik
Erich Gornik (* 4. August 1944 in Krumau, Reichsgau Oberdonau) ist ein österreichischer Physiker.

## Leben
Gornik studierte Technische Physik an der Technischen Universität Wien mit dem Diplom 1972 und der Promotion 1972. Als Post-Doktorand war er von 1975 bis 1977 an den Bell Laboratories in Holmdel. 1976 habilitierte er sich an der TU Wien in physikalischer Elektronik und 1978 wurde er Professor an der TU Wien. 1979 wurde er ordentlicher Professor für Experimentalphysik an der Universität Innsbruck und 1987 wurde er Professor für Halbleiterphysik an der TU München  und dort 1988 Direktor des Walter Schottky Instituts und Direktor am Max-Planck-Institut für Festkörperforschung in Stuttgart. Von 1993 bis 2012 war er Professor für Festkörperelektronik an der TU Wien und Direktor des Mikrostrukturzentrums. 2003 bis 2008 war er geschäftsführender Direktor der österreichischen Forschungszentren.
Er befasst sich mit Nanoelektronik, Plasmonen und der Entwicklung von Halbleiterlasern.
1995 wurde er Fellow der American Physical Society. Er ist Mitglied der Österreichischen Akademie der Wissenschaften. 1997 erhielt er den Wittgenstein-Preis.